# College of the Marshall Islands
Das College of the Marshall Islands (CMI) ist ein staatliches Community College in Uliga auf dem Majuro-Atoll in den Marshallinseln. Es ist hauptsächlich auf Studenten aus der Region Mikronesien ausgelegt und fungiert als nationale weiterführende Schule für die Republik Marshallinseln (RMI). Es wurde durch das Gesetz RMI PL 1992-13 begründet, den „College of the Marshall Islands Act“. Das College ist akkreditiert durch die Accrediting Commission for Community and Junior Colleges (ACCJC).

## Campus
Der Haupt-Campus des College befindet sich in Uliga auf dem Majuro-Atoll. Die Verwaltungsgebäude und die Bibliothek sind in Gebäuden untergebracht, welche früher als Krankenhaus genutzt wurden. Das zweistöckige Unterrichtsgebäude wurde 1991 erbaut und erhielt 1996 einen Anbau mit vier Unterrichtsräumen. In diesem Gebäude befindet sich auch das Business Computer Lab, das College Achievement Project Learning Lab und das Student Center. Benachbarte Gebäude beherbergen das Land Grant Cooperative Research- und Erweiterungs-Programme und die PEACESAT administration, Upward Bound and College Achievement Project (SSSP).
2000 wurde der zweistöckige Science Complex fertig gestellt, es wurden drei große neue Unterrichtsräume erbaut und ein weiteres kleines Computer Science Lab, sowie Labore für Naturwissenschaften, unter anderem ein Agricultural Grow Room (Gewächshaus). Der Administration Annex neben den Männer- und Frauen-Schlafräumen beherbergt das Maintenance Office (Hausmeisterbüro) und Personalräume und den Konferenzraum.
Die Oscar deBrum Hall, die 1999 renoviert und umbenannt worden war, beherbergt das Programm für Berufliche Weiterbildung, sowie Büros für die Lehrer.
Mittlerweile gibt es einen zweiten Campus, Arrak Campus bei Ajeltake.